# بيسي سيلفا
بيسي سيلفا (بالإنجليزية: Bisi Silva)‏‏ (29 مايو 1962 - 12 فبراير 2019 في لاغوس) أمينة فنون معاصرة من نيجيريا.

## السيرة الشخصية
تخرجت بيسي سيلفا بدرجة ماجستير في إدارة الفنون البصرية: تنظيم الفنون المعاصرة والتكليف بها في الكلية الملكية للفنون، لندن، عام 1996. في الأيام الأولى من حياتها المهنية، عملت سيلفا كمنسقة مستقلة وأسست مشروعًا غير ربحي في لندن مخصصًا لتعزيز وتنمية الممارسة الثقافية في الفنون البصرية، ولمساعدة الفنانين على تشكيل تعاون هادف مع المؤسسات الفنية والمهنيين. كانت إحدى نتائج المعرض الرابع عبارة عن معرض متنقل يعرض أعمال فيصل عبد الله، الذي كان آنذاك فنانًا ناشئًا في عالم الفن في لندن.
زارت لاغوس، نيجيريا في عام 1999 مع فكرة بدء مشروع هناك. كانت سيلفا المؤسس والمدير الفني لمركز الفن المعاصر في لاغوس، الذي افتتح في ديسمبر 2007. يشجع المركز البحث والتوثيق والمعارض المتعلقة بالفن المعاصر في إفريقيا والخارج. نظمت سيلفا العديد من المعارض في هذا المركز، بما في ذلك واحد مع الرسام النيجيري نديدي ديكي. كما كانت سيلفا مؤسس مدرسة أسيكو للفنون التي تصف نفسها بأنها «ورشة عمل فنية جزئية، وأكاديمية فنية جزئية».
كتب سيلفا عن الفن المعاصر للمنشورات الدولية، بما في ذلك الفن الشهري، بدون عنوان، النص الثالث، والصحف النيجيرية مثل This Day. كانت في هيئة تحرير مجلة بارادوكسا، وهي مجلة فنية نسوية دولية، وكانت محررة ضيف لقضية أفريقيا والشتات الأفريقية في مجلة بارادوكسا (يناير 2013).

## الوفاة
توفيت سيلفا في لاغوس، نيجيريا عن عمر يناهز 56 عامًا بعد معركة دامت أربع سنوات مع سرطان الثدي.
صنفت المؤرخة الفنية نينا زيمر وتوريا الجلاوي سيلفا من بين الأشخاص الأكثر تأثيراً في العقد.

## المعارض المنظمة أو المنسقة

### 2009
- في ضوء اللعب، معرض ديربان للفنون ومعرض جوهانسبرغ للفنون.
- لقاءات فرصة، سبعة فنانين معاصرين من أفريقيا، صالة ساكشي، مومباي الهند معرض ساكشي، تايبيه، تايوان.
- كالعذراء، لوسي أزوبويكي وزانيل موهولي، مركز الفن المعاصر، لاغوس.
- براكسيس: الفن في أوقات عدم اليقين، بينالي ثيسالونيكي الثاني للفن المعاصر، اليونان.
- مابوتو: قصة مدينة واحدة، أوسلو، جزء من أفريقيا في موسم أوسلو.

### 2008
- جورج أوسودي ، الفردوس المفقود: إعادة النظر في دلتا النيجر ، مركز الفن المعاصر، لاغوس.

### 2006
- داك آرت، بينالي داكار، السنغال.

## فهرس
- Jayne O. Ifekwunigwe: Mixed Race Studies: A Reader—روتليدج، 2004. (ردمك 0-415-32163-8)

## روابط خارجية
- مدونة بيسي سيلفا
- مركز الفن المعاصر ، لاغوس
- بيسي سيلفا على powerofculture.nl
- نعي بيسي سيلفا على NaijaGists.com
- نعي Bisi Silva ، Artforum ، 12 مارس 2019
- تذكرت بيسي سيلفا في الفتحة. 1 فبراير 2019
- على موقع AICA ، المملكة المتحدة
- على Art Throb، جنوب أفريقيا
- على بلد أفريقيا
- مجلس فنون جمعية الدراسات الأفريقية
- مجلة آرت أفريكا
- المعاصرة والجزية
- النيجيري تريبيون
- Jumoke Sanwo Bisi Silva 1962–2019 African Arts: The MIT Press Volume 52، Number 4، Winter 2019
- في Memoriam: Okwui Enwezor و Bisi Silva